# Усть-Алташа
Усть-Алташа́ (бур. Алташын Адаг) — улус в Мухоршибирском районе Бурятии. Входит в сельское поселение «Подлопатинское».

## География
Расположен на крайнем западе района, в 60 км от села Мухоршибирь, на правом берегу реки Хилок, при впадении в неё реки Алташа, в 16 км к северу от центра сельского поселения — села Подлопатки. В 2,5 км восточнее улуса проходит региональная автодорога 03К-006 Улан-Удэ — Тарбагатай — Окино-Ключи.

## Население
| 2002 | 2010 |
| ---- | ---- |
| 268  | ↘200 |